# Hocharn
Hocharn lub Hochnarr – szczyt w grupie Goldberggruppe, w Wysokich Taurach we Wschodnich Alpach. Leży na granicy dwóch austriackich krajów związkowych: Salzburga i Karyntii. To najwyższy szczyt grupy Goldberggruppe.